# 佐久市立野沢中学校
佐久市立野沢中学校（さくしりつのざわちゅうがっこう）は、長野県佐久市にある公立の中学校。

## 沿革
- 1947年（昭和22年）4月 - 南佐久郡野沢町に野沢中学校として創設、桜井村全村中学校の委託を受ける[1]。
- 1952年（昭和27年）4月 - 大沢村中学校を統合し、1町2か村組合立中学校となる。
- 1953年（昭和28年）4月 - 前山村中学校を統合し、1町3か村組合立中学校となる。
- 1954年（昭和29年）4月 - 野沢町・桜井村・大沢村・前山村・岸野村の5町村合併により、野沢町立野沢中学校となる。
- 1959年（昭和34年）4月 - 野沢町立岸野中学校と合併し、新たに野沢町立野沢中学校となる（校舎完成までの間は部校制とした）。
- 1961年（昭和36年）4月 - 野沢町など4町村が合併して佐久市となったことにより、佐久市立野沢中学校となる。野沢部校と岸野部校を統合して新校舎へ移る。
- 2007年（平成19年）5月 - 新校舎・新グラウンドが竣工。

## 通学区域
- 佐久市
  - 野沢、原、鍛冶屋、高柳、取出町、本新町、跡部、三塚、桜井、伴野、根岸、東立科、小宮山、前山、大沢

## 出身者
- 武論尊 - 漫画原作者、「北斗の拳」など[2]。
- 上野裕一郎 - 陸上競技選手